# Linas ir Simona
Linas ir Simona — дуэт Линаса Адомайтиса (лит. Linas Adomaitis) и Симоны Якубенайте (лит. Simona Jakubėnaitė). Наиболее известен участием на международном конкурсе эстрадной песни Евровидение 2004 как представители Литвы.
Линас Адомайтис — популярный в Литве хип-хоп исполнитель; Симона Якубенайте — неоднократная участница международных музыкальных фестивалей.
В 2003 году коллектив был образован для участия на отборочном конкурсе Евровидения. Они выступили с песней «What’s happened to your love?», в итоге финишировавшей шестнадцатой, не пройдя в финал конкурса. Через некоторое время после этого музыканты, вместе с победительницей Евровидения-2004 Русланой записали сингл «Fight for Love and Freedom», вошедшим в альбом «I Love U».
В 2005 приняли участие в концерте, посвящённом борьбе со СПИД'ом. Выпустив в 2008 концертный альбом, группа распалась. Бывшие участники продолжают творческую деятельность сольно.

## Дискография

### Альбомы
- I Love U (2005)

### Синглы
- What’s happened to your love? (2004)
- Fight for Love and Freedom (ft. Руслана) (2008)

### Концертные альбомы
- Linas and Simona presents UAB MUSIC Live (2008)